# Оюн Вадим Орамбалович
Вадим Орамбалович Оюн — тувинський радянський і російський державний і громадський діяч. Депутат Ради Національностей Верховної Ради СРСР 11 скликання (1984—1989) від Тувинської АРСР.

## Біографія
В. О. Оюн народився 1944 року в місті Кизил Тувинської Народної Республіки.
У 1968 році закінчив Московську сільськогосподарську академію імені К. А. Тімірязєва.
Розпочав трудову діяльність головним агрономом радгоспу «Сут-Холь» Дзун-Хемчицького району, потім директором радгоспів «Більшовик» Дзун-Хемчицького, «Перемога» Кизильського районів. З 1989 року був Міністром сільського господарства Республіки Тива, Першим заступником Голови Уряду Республіки Тива. З 1996 року керуючий відділенням Пенсійного Фонду Російської Федерації по Республіці Тива.
Член Виборчої комісії Республіки Тува з 2011 року. Висунутий до складу комісії Тувинським республіканським відділення Всеросійської громадської організації ветеранів (пенсіонерів) війни, праці, Збройних сил і правоохоронних органів. Призначений членом Комісії Головою Уряду Республіки Тува.